# الاغتصاب في مصر
اغتصاب النساء في مصر من أكثر الجرائم المنتشرة في البلد. كما أن ما يُسمى الاغتصاب الزوجي لا يعتبر جريمة في مصر. ففي عام 2008 نقلت الأمم المتحدة عن وزارة الداخلية المصرية أن هناك حوالي 20 ألف عملية اغتصاب تحدث كل عام،  في حين يُقِّدره البعض بأضعاف ذلك.

## الانتشار
لا يتم الإبلاغ عن الاغتصاب في مصر خوفًا من الرفض الاجتماعي والثقافي. إذ غالبا تُخفي الضحية ذلك، لأنها مسألة تمس الشرف.
وذكرت طبيبة نفسية أن الأطفال الذكور نادرَا ما يتم توبيخهم أو إيقافهم من قِبل آبائهم لتحرشهم بالفتيات علنًا وذلك لأن الأولاد يرون ذلك يحدث حولهم. وأضافت الدكتورة «غالبًا سيقوم الأهالي بالضحك».
شهدت مصر موجة من الغضب على وسائل الإعلام الاجتماعية إزاء ثقافة الاغتصاب والاعتداءات الجنسية. ولقد ذهب الناجون من هذه الأعمال الوحشية إلى الإنترنت للإدلاء بشهاداتهم وإشعالهم بالخزي والعار بالمهاجمين المزعومين الذين يزعمون أنهم يفلتون من العقاب على نحو روتيني. 

## قوات الأمن
هناك حوادث قام فيها قوات الأمن باغتصاب مَدنية. ففي أبريل 2014 أُفيد أن الشرطة المصرية كانت تستخدم الاغتصاب كسلاح ضد المعارضة السياسية، وفيما يتعلق بهذا الموضوع، قام أحد الضحايا بإثاره الموضوع في أول جلسه قضائية ولكن تم تجاهل شكوى الضحية.

## الاعتداء الجنسي على الأطفال
في إحصائية قام طلاب جامعه سوهاج الذكور والإناث بإجرائها أفادت بانتشار الاعتداء الجنسي على الأطفال بنسبة 29%، فجاءت الفتيات بنسبه أعلى من الاولاد 37.8% والأولاد 21.2%. فتقبيل الطفل وحضنه بشكل مزعج هو أكثر ما تم الإبلاغ عنه كنوع من أنواع الاعتداء الجسدي علي الأطفال. 76.1% لم يتم الإفصاح عنها لأي طرف آخر.
تم الإبلاغ عن اغتصاب طفلة.
تظل مصر واحدة من أكثر الدول التي تقوم بالإجبار على الزواج كما في زواج الأطفال كذلك هو الحال في اليمن. هناك مسلسل تلفزيوني مصري يدعى «وأد البنات» (القاصرات) أٌذيع علي الستالايت في رمضان. فهو يمثل رجل كبير يقوم بشراء الفتيات القاصرات مستغلُا فقرهن.

## الاعتداء الجنسي بكل أنواعه

### أثناء المظاهرة
ففي المظاهرات التي أقيمت من 2011 إلي 2014 حدثت بعض حالات اغتصاب، مثل المراسلة الصحفية لارا لوغان التي أعلنت في برنامجها «60 دقيقة» أنها وفريقها تم اعتقالهم واحتجازهم ليله واحده من قِبل الجيش المصري أثناء تغطيتها أحداث الثورة المصرية وقالت أن فريقها كان معصوب العينين وأن سائقها قد ضُرب. وقيل لهم أن يتركوا البلد، ثم أَطلق سراحهم بعد ذلك. وفي 3 فبراير 2011 أصدرت قناة CBS بيان أن لارا لوجن قد ضُربت وتم التحرش بها جنسيًا أثناء تغطيتها الاحتفالات في ميدان التحرير عقب تنحي الرئيس محمد حسني مبارك. ومن كلمات لارا لوجن نفسها أنهم اغتصبوها بأيدهم وقاموا بالتقاط الصور بتليفونهم الجوال. وبدأو في سحب جسدها في كل مكان. كما قاموا بشد شعرها بشدة لدرجة أنها شعرت أنهم أرادوا تمزيقه من فروة رأسها. أعتقدت أنها ستموت، ثم قاموا بجرها إلي ميدان التحرير حيث كان الجموع واقفون عند السور حيث كان هناك مجموعة من النساء يتسلقونه في محاولات للوصول إليها. وأنقذها من ذلك الحدث سيده ترتدي خمارًا وضعت يدها علي لوجن والنساء الأخريات قاموا بعمل دائرة حولها، وكان هناك بعض الرجال مع هؤلاء السيدات قاموا برش المياه علي الجموع. ثم ظهرت مجموعه من الجنود قاموا بضرب الجموع بالعصيان ليذهبوا إلى الخلف وقام جندي بوضع لوجن علي كتفه وفي اليوم التالي جعلوها تسافر إلي أمريكا، حيث قضت أربعة أيام في المستشفى. وقام الرئيس بارك أوباما بالاتصال بها هاتفيَا عندما وصلت إلي بيتها. قالت قناة CBS أن الذين فعلوا هذه الجريمة ظلوا مجهولين، وغالبَا لن تتم محاكمتهم.
صحفية ألمانية تبلغ من العمر 22 عامًا تم اغتصابها جماعيَا من قِبل خمس ذكور في المظاهرات.
وفي 3 يوليو 2013 أفُيد أنه قد حدث 91 حالة اغتصاب وتحرش في ميدان التحرير لمدة أربعة أيام.
ترصد الاحصائيات تزايد أعداد التحرش في المناسبات العامة، ففي 2006 في مصر لوحظ وجود بعض الاجراءات تم اتخاذها لتفادي هذه الاعتداءات أثناء عيد الفطر. هنا تقارير لاحقة تؤكد أن هذه الظاهرة لا زالت مصدر للقلق.

## ابرز القضايا

### فتاة العتبة
في عام 1992 وخصوصاً في شهر رمضان, شهدت جمهورية مصر العربية واحد من ابشع جرائم الاغتصاب, وهي فتاة تدعى شاهيناز, تتلخص القضية في ان عندما كانت ذاهبة الى احد الاسواق في منطقة العتبة برفقة امها واخواتها, لكي تشتري بعض الملابس تجهيزاً لعيد الفطر, وعندما قد كانوا ينتظرون الحافلة للعودة الى المنزل, وكانت الفتاة الي تدعى شاهيناز في اواخر الصفوف الصاعدة للحافلة المتجهة لبولاق الدكرور شعرت وكأن هناك شخصاً ما يتحرش بها, ومع محاولتها من الافلات منه ولكنه قد كان يتتبعها الى ان اسقطها خارج الحافلة وتفاجئت بشابين يمسكونها من ذراعيها واخرين يمسكونها من قدميها, والشاب الذي كان يتحرش بها قام بتمزيق ملابسها السفلية بالكامل, وبات يحسس على جسدها, حينها تفاجئت والدتها باختفائها وذهبت لكي تبحث عنها في انحاء الحافلة ولكن لم تجدها الى ان تفاجئت بخمس شباب متناوبين على ابنتها العذراء, الى ان اتى امين شرطة سامعاً لصراخ شاهيناز ووالدتها, وعلى الفور قام بالقبض على اثنين منهماً,
وفي تقرير للطب الشرعي صرح بان شاهيناز حدث لها فض جزئي لغشاء البكارة

### فتاة الفيرمونت
قضية فتاة الفيرمونت تعود الى سنة 2014 عندما ذهب طلاب مدارس دولية الى الاحتفال بتخرجهم في احد الفنادق وهو فندق الفيرمونت في العاصمة المصرية القاهرة, ويتلخص الموضوع بع دما قام 7 شبان بتخدير زميلتهم و استدراجها لغرفة في الفندق واغتصابها, وقد كان معظم الجناة من ابناء رجال اعمال.